# Monologue de Molly Bloom
 (janvier 2022).
Si vous disposez d'ouvrages ou d'articles de référence ou si vous connaissez des sites web de qualité traitant du thème abordé ici, merci de compléter l'article en donnant les références utiles à sa vérifiabilité et en les liant à la section « Notes et références ».
Pour les articles homonymes, voir Soliloquie (homonymie).

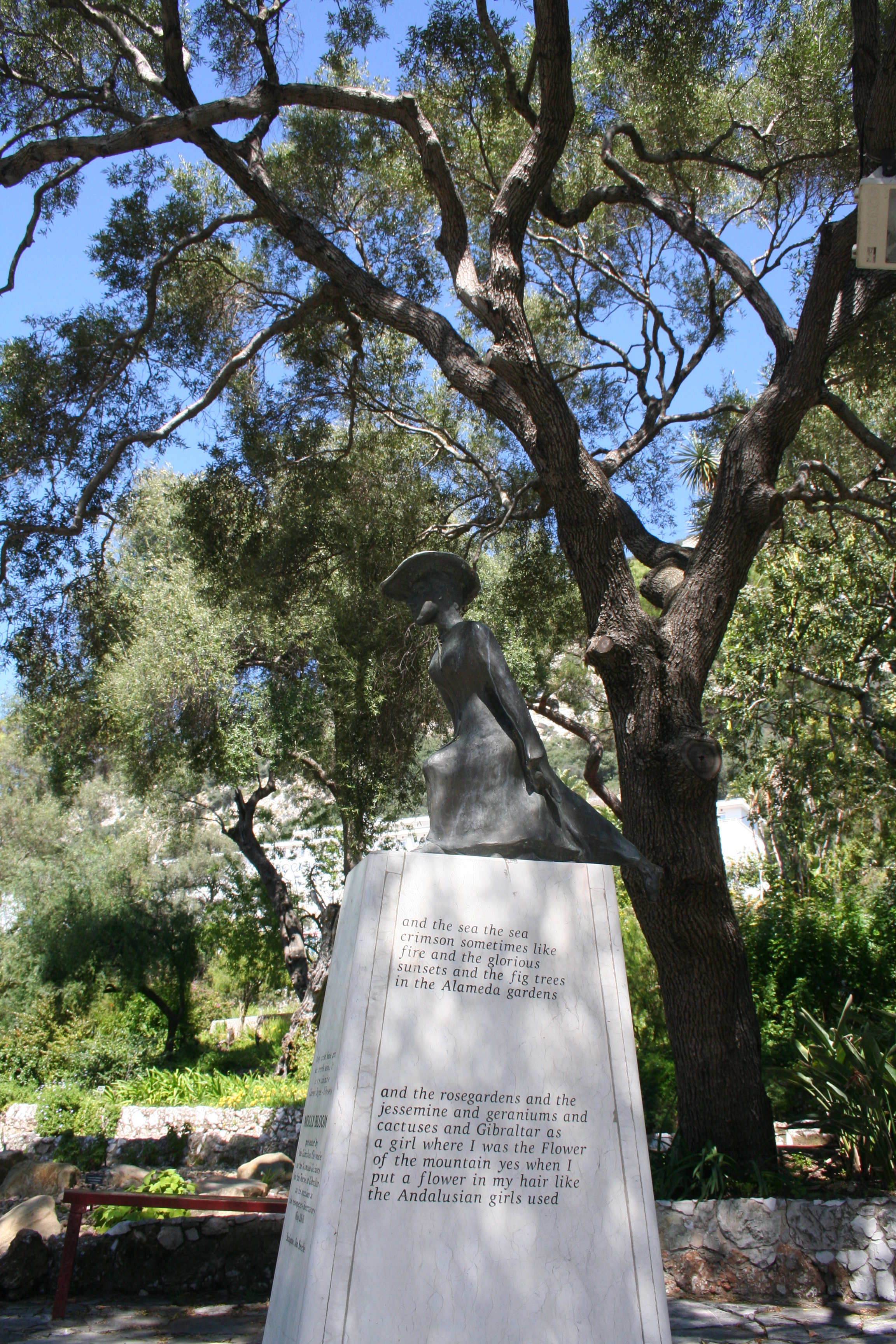
Statue de Gibraltar représentant Molly Bloom avec des extraits de son monologue sur le piédestal.

Le monologue ou soliloque de Molly Bloom est un monologue intérieur fait par le personnage de Molly Bloom à la fin d'Ulysse, le roman de James Joyce paru à compter de 1918. Long de 69 pages mais découpé en seulement huit paragraphes sans ponctuation, il est considéré comme l'un des tours de force de l'œuvre[réf. nécessaire] et finalement de la littérature européenne[réf. nécessaire].